# Alfie Allen

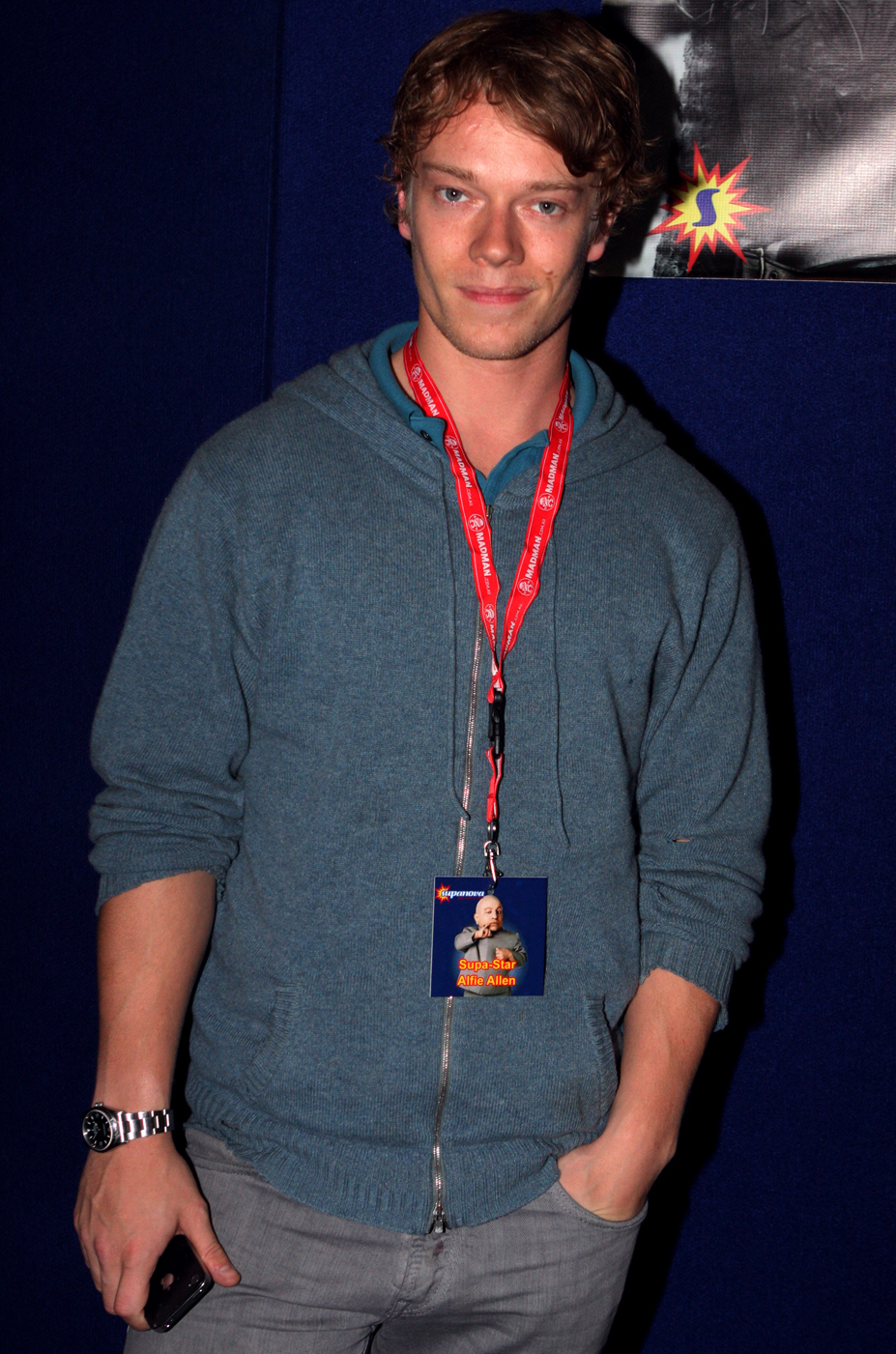
Alfie Allen w 2012

Alfie Evan Owen-Allen (ur. 12 września 1986 w Londynie) – angielski aktor telewizyjny, teatralny i filmowy.

## Życiorys
Urodził się w londyńskiej dzielnicy Hammersmith. Jest synem producentki filmowej Alison Owen i aktora Keitha Allena, a także młodszym bratem piosenkarki Lily Allen. Jego siostra poświęciła mu piosenkę „Alfie” z wydanego w 2006 albumu Alright, Still.
Alfie Owen-Allen kształcił się w St Johns College w Southsea i następnie w Fine Arts College w Hampstead. W telewizji debiutował w 1998, grając w produkcji Channel 4 You Are Here. W tym samym roku pojawił się w niewielkiej roli w Elizabeth, filmie wyprodukowanym przez jego matkę. W produkcjach telewizyjnych i kinowych zaczął regularnie grać od 2004. W 2008 wystąpił jako Nobby Clark w serialu dramatycznym Casualty 1907 w BBC. W 2008 został obsadzony w głównej roli sztuki teatralnej Equus, zastępując Daniela Radcliffe’a. W 2011 wcielił się w postać Theona Greyjoya w Grze o tron wyprodukowanej przez HBO.

## Filmografia
- 1998: Elizabeth
- 2004: Agent Cody Banks 2: Cel Londyn
- 2005: Jerycho
- 2007: Pokuta
- 2008: Casualty 1907
- 2008: Kochanice króla
- 2009: Boogie Woogie
- 2009: Freefall
- 2010: Oskarżeni (Accused, miniserial)
- 2010: Moving On
- 2010: Soulboy
- 2010: The Kid
- 2011: Gra o tron
- 2013: Confine
- 2014: Plastic
- 2014: John Wick
- 2016: Pandemia
- 2018: Predator